# Тефнахт II
Тефнахт II — давньоєгипетський фараон з XXVI династії, який правив у Саїсі.